# 铁路管理学校
铁路管理学校，含上級單位稱交通部鐵路管理學校，俗稱北京鐵路管理學校、北平鐵路管理學校，是民国初期的一所学校，由交通传习所改组而成。叶恭绰兼任总监督。
1916年12月，中华民国交通部就原有交通传习所各班，充实课程，并依铁路与邮电性质之不同，分别改组为“铁路管理学校”及“邮电学校”，两校在同在一校址办学，各设校长。陈策为铁路管理学校校长，陆梦熊为邮电学校校长。叶恭绰兼任总监督。
1917年，校内建立了无线电台。同年开始实行留学制度，学习成绩优良者，公派出国，截至1921年，两校共派出留学生51人。1920年，建成了电台试验实习室，有线、无线收发室，电话室等科研设施。1921年，“铁路管理学校”及“邮电学校”再次合并，并与部辖上海及唐山两工业专门学校，合并为交通大学。